# 永井俊太
永井俊太（1982年7月12日—），前日本職業足球員，日本20歲以下足球代表隊成員。

## 俱乐部生涯
2001年，永井俊太在柏雷素爾开始足球生涯。2004年转会至水戶蜀葵，2009年转会至愛媛FC。2009年，引退。

## 日本國家足球隊
永井俊太参加了2001年世界青年錦標賽。

## 外部連結
- （日語）J.League Data Site （页面存档备份，存于）